# Þórir Jökull Steinfinnsson
Þórir Jökull Steinfinnsson (Thorir, nórdico antiguo: Þórir jǫkull), fue un escaldo islandés del siglo XIII.

## Vida
Þórir fue capturado tras la Batalla de Örlygsstaðir, del 21 de agosto de 1238. Lo ejecutaron junto a otros cinco prisioneros como cuenta la saga Íslendinga, dentro de la saga Sturlunga, en la que aparecen también los nombres de esos 5. Al verdugo de Þórir se le permitió ejecutarlo para vengar la muerte de su hermano en la batalla de Bæjar del 28 de abril de 1237.

## Poema
A Þórir se le conoce por recitar este poema antes de su ejecución.
| Upp skal á kjöl klífa, köld er sjávar drífa. Kostaðu hug að herða, hér skaltu lífið verða. Skafl beygjattu skalli, þótt skúr á þig falli. Ást hafðir þú meyja, eytt sinn skal hver deyja. - El texto está en la moderna ortografía islandesa | Trepáis sobre la quilla, fría está la salmuera. Manteniendo el valor, vuesta vida se va. No os abatáis, aunque llovizne en vuestras coronillas. Os amaron doncellas, todos un día hemos de finar. |